# Sylvia Huang
Pour les articles homonymes, voir Huang.
Sylvia Huang, née le 20 avril 1994 à Etterbeek (Belgique), est une violoniste belge.
Elle est lauréate de la finale du Concours musical international Reine Élisabeth de Belgique 2019 dans lequel elle remporte également les deux prix du public.

## Biographie
Sylvia Huang est issue d'une famille de musiciens. Née le 20 avril 1994 à Etterbeek, elle est la fille de Ching Huang, violoniste d'origine chinoise, et de Myriam Bultinck, violoncelliste belge. Sa sœur, Stéphanie Huang, violoncelliste, est lauréate de la finale du Concours musical international Reine Élisabeth de Belgique 2022 .  
Elle grandit à Montigny-le-Tilleul, commune limitrophe de Charleroi et commence l'apprentissage du violon à l’âge de trois ans avec son père. Elle apprend ensuite le solfège à l’Académie de Mont-sur-Marchienne. Ses progrès sont si rapides qu’elle rejoint le Conservatoire royal de Bruxelles où elle est prise en charge par Yaga Siwy. À partir de 2004, elle remporte différents premiers prix réputés faisant preuve à ces occasions d'une grande précocité et d'une excellente maîtrise des sonorités. 
De 2009 à 2010, elle joue au sein du European Union Youth Orchestra. Elle a, par la suite Liviu Prunaru (en) et Alexeï Moshkov comme professeurs. 
En septembre 2014, elle fonde avec trois autres musiciens le GoYa Quartet de musique de chambre qui se produit régulièrement en Belgique et à l’étranger. De même, elle participe à de nombreux festivals belges et internationaux dont B-Classic Festival van Vlaanderen, les Echappées Musicales du Médoc, Musiq3, le Collegium Vocale Crete Senesi, festivals de Wallonie et Klara in deSingel. Depuis 2014, elle a ainsi l'occasion de se produire sous la direction des plus grands chefs et de côtoyer des solistes de notoriété mondiale. 
De 2012 à 2014, Sylvia Huang est deuxième violon de l'Orchestre national de Belgique et de 2014 à 2022 premier violon de l'Orchestre royal du Concertgebouw à Amsterdam. Lors de la finale du Concours musical international Reine Élisabeth de Belgique 2019 dont elle est lauréate, elle a joué le concerto de Dvorak.
Le 15 juin 2022, elle est désignée pour le poste de premier violon de l’Orchestre symphonique de la Monnaie.
Depuis 2015, elle joue sur un Carlo Ferdinando Landolfi de 1751 prêté par la Fondation RCO.

## Récompenses et distinctions
- 2004 : premier prix du Concours national de musique Belfius Classics ;
- 2004 : lauréate du Concours national Prix Rotary Breughel ;
- 2008 : premier prix au Lions Club National Music Competition;
- 2018 : premier prix du Lions European Musical Competition ;
- 2019 : lauréate de la finale et des deux prix du public (Musiq'3 et Canvas-Klara Prijs) de l’édition violon du Concours Reine Elisabeth
- 2019 : prix Caecilia de la Jeune Musicienne de l’Année 2019 décerné par l'Union de la Presse Musicale Belge.

## Discographie
- Septembre 2021 : enregistrement « Lointain passé » avec la pianiste Éliane Reyes, consacré aux compositeurs Eugène Ysaÿe et Guillaume Lekeu sur le label Outhere Music-Fuga Libera[6].